# Roztańczony buntownik
Roztańczony buntownik (ang. Strictly Ballroom) – australijska komedia romantyczna z 1992 roku w reżyserii Baza Luhrmanna.

## Fabuła
Historia Scotta – tytułowego buntownika, wybitnego, ale lubiącego chodzić własnymi drogami tancerza, wprowadzającego do konserwatywnych tańców towarzyskich elementy improwizacji, nowe samodzielnie wymyślone figury i kroki. Jurorzy są oburzeni i kategorycznie sprzeciwiają się tanecznym eksperymentom.
Stała partnerka opuszcza Scotta, bo nie chce niszczyć sobie kariery z powodu nieprzepisowych figur tanecznych, dlatego do prestiżowego konkursu tańca towarzyskiego w Australii zaprasza niedoświadczoną Fran. Sędziowie dyskwalifikują ich, ale Scott się nie poddaje.

## Obsada
- Paul Mercurio – Scott Hastings
- Tara Morice – Fran
- Bill Hunter – Barry Fife
- Gia Carides – Liz Holt
- Peter Whitford – Les Kendall
- Barry Otto – Doug Hastings
- John Hannan – Ken Railings
- Sonia Kruger – Tina Sparkle
- Kris McQuade – Charm Leachman
- Steve Grace – Luke
- Michael Burgess – Merv